# Cosmia roessleri
Cosmia roessleri là một loài bướm đêm trong họ Noctuidae.